# Putumayo (tỉnh)
Putumayo là một tỉnh của Colombia. Vị trí ở tây nam Colombia, giáp với tỉnh Sucumbíos của Ecuador và vùng Loreto của Peru. Thủ phủ là Mocoa.

## Các đô thị
Tỉnh Putumayo được chia thành các đô thị sau:
1. Colón
2. La Hormiga
3. Mocoa
4. Orito
5. Puerto Asís
6. Puerto Caicedo
7. Puerto Guzmán
8. Puerto Leguízamo
9. San Francisco
10. San Miguel
11. Santiago
12. Sibundoy
13. Valle del Guamez
14. Villa Garzón